# أنور سلامة
أنور سلامة هو لاعب كرة قدم مصري سابق ومدرِّب حالي،  عمل أنور سلامة في مجال التدريب فور اعتزاله ونجح مع العديد من الأندية المصرية وقاد الشرقية والاتحاد السكندري والمصري وانبي.